# Amelia Monti
Amelia Monti (Montevideo, Uruguay, 14 de noviembre de 1885 - Buenos Aires, Argentina, 16 de febrero de 1966) fue una actriz, dramaturga, compositora, cronista de cine y periodista uruguaya de amplia trayectoria artística en Argentina. Fue la primera mujer que hizo crítica teatral y cinematográfica en el país y la madre de la actriz Elsa O'Connor.

## Carrera
Nacida en Montevideo, Uruguay, Amelia Monti residió desde muy chica en la provincia de Buenos Aires, Argentina.
Iniciada en los escenarios teatrales argentinos como actriz y como celebrada tiple de zarzuelas, volcó posteriormente su vocación actoral al periodismo gráfico.
Una oportunidad brillantísima se le presentó cuando un bajo que formaba parte del elenco del Teatro Colón le ofreció llevarla a Italia y perfeccionar sus condiciones a fin de explotar el canto y convertirla en una tiple ligera. Con anterioridad tomó parte en algunas representaciones de zarzuela española obteniendo bastantes éxitos. La propuesta que se le hiciera hubo de ser rechazada por inconvenientes de orden personal, lo cual ella lamentó enormemente.
Fue gran amiga del actor Enrique Muiño.
Como periodista comenzó en Diario El Nacional junto a Mariano de la Riestra en 1914 con muy poco sueldo. Este diario era una cátedra de crítica teatral pues escribieron allí grandes figuras de nuestro escenario como son: González Castillo, José León Pagano, Martínez Cuitiño y otros. Pasó luego a integrar una editorial de J. C. Muello A. Muñoz Sobrino tianal. Fue una de las pocas autoras que circulaba en el mundo de los autores y críticos teatrales y la única que ejercía el periodismo de manera profesional, hasta entonces, en el Diario La República en la cual estuvo casi desde su fundación. como columnistas de espectáculos también se destacó en La Novela Semanal, Revista Magazine y en el diario Noticias Gráficas. En 1927 se hizo cargo de la dirección de la revista Bambalinas. También integró a fines de los años 30, junto a Silvia Guerrico, el cuerpo de redacción de la revista Atlántida. Fue una de las pioneras comunicadoras desde la creación de la televisión argentina en 1951. Cáustica a la hora de hablar, fue quien comentó al preguntársele de donde había sacado la actriz Elina Colomer un auto tan lujoso. Ella respondió:

"Si te dijera de qué lugar tan chico salió ese auto tan grande, no lo creerías"

También se dedicó a la autoría de decenas de obras teatrales que se hicieron populares en aquel momento como El divorcio de Chichilo y La canalla. También compuso el tango Luna de miel en 1931 con música de Julio de Caro.
Su hija, la actriz de cine y teatro Elsa O'Connor, impulsó su carrera en dichos ambientes gracias a la participación de su madre. Según relatos biográficos, O'Connor sacó de su madre la afición por el teatro y una persistente inquietud de avizoramiento artístico y afanes de superación cultural y de estudio. Heredó también su bello timbre de voz que manejó con elocuente soltura en distintos escenarios, destacándose en el difícil arte de la recitación interpretando poemas de poetas nacionales y extranjeros.

## Vida privada
Pareja del pianista compositor portugués Antonio María Celestino, con quien tuvo cuatro hijos: Ana María del Valle Celestino (nacida en la provincia de Catamarca, se casaría luego con el periodista deportivo Felix Daniel Frascara), Elsa Asunción Celestino (más conocida como Elsa O'Connor nacida el 30 de noviembre de 1906), el meteorólogo y periodista Félix Antonio Celestino y Monti (Félix Celestino y Monti) nacido en la provincia de San Luis el 22 de agosto de 1907 y Carlos Celestino. Tuvo como yerno al actor Lalo Hartich y como nieto al actor  Horacio O'Connor. Elsita, como la llamaba, murió trágicamente en Montevideo, Uruguay el 7 de abril de 1947 a los 40 años tras golpearse la cabeza contra un piano durante la presentación de una obra teatral. Su nieto es el reconocido director de fotografía Félix Monti (ADF). Su tataranieta, la experta en comunicación digital Virginia Üm fue la primera mujer en las Islas Orcadas del Sur a cargo de la Estación Antártica de Televisión Digital Abierta.

## Teatro
- 1924: El divorcio de Chichilo. Estrenado por la Compañía de Leopoldo Simari en el Teatro Apolo.
- 1925: La canalla, estrenado por la compañía de Zanetta.
- 1928: Hay casorio en el barrio, comedia junto a Mario Bellini.